# Troldbjerg Skov
Troldbjerg Skov er en privat skov, der ligger på det sydlige Sjælland ved byen Ørslev tæt på Vordingborg.
Skoven er i dag gennemskåret af motorvej E47/E55. Der er ikke passage mellem de to dele af skoven, hvor motorvejen skrærer igennem. De gamle stier ender derfor ved motorvejen.
Midt i skoven findes en jættestue og bakkerne Troldbjerg Rævebanke og Kamilahøj.
I udkanten af skoven findes en lille gård ved navn Troldbjerge.
|  | Denne artikel om lokaliteten Troldbjerg Skov kan blive bedre, hvis der indsættes et (bedre) billede. Du kan hjælpe ved at afsøge Wikimedia Commons for et passende billede eller lægge et op på Wikimedia Commons med en af de tilladte licenser og indsætte det i artiklen. |

55°01′30″N 11°59′00″Ø / 55.02500°N 11.98333°Ø